# گرانت مورای
گرانت مورای (انگلیسی: Grant Murray؛ زادهٔ ۲۹ اوت ۱۹۷۵) بازیکن فوتبال اهل بریتانیا است.
از باشگاه‌هایی که در آن بازی کرده‌است می‌توان به باشگاه فوتبال سنت جانستون، باشگاه فوتبال کیلمارنوک، باشگاه فوتبال پاتریک تیسل، و باشگاه فوتبال هارت آف میدلوتیان اشاره کرد.